# La voluntad del dios errante
La voluntad del dios errante es la primera parte de la trilogía La rosa del profeta, escrito por Tracy Hickman y Margaret Weis.

## Argumento
Akharan el Errante, dios del desierto, decreta que dos clanes deben unirse a pesar de su ancestral rivalidad. Enemigos desde siempre, el impetuoso príncipe Khardan y la voluntariosa princesa Zhora deben contraer matrimonio para evitar que Quar dios de la realidad, la avaricia, y la miseriordia, esclavice a sus pueblos.

## El mundo y los dioses
Es una gema de 20 caras que gira alrededor de Sul (el centro y la verdad)
Esta gema tiene dos extremos: el superior, el bien y el inferior, el mal.
las 20 facetas están formadas por triángulos, los cuales al conectarse cada uno con otros 4 forman 12 vértices (donde se unen las puntas de los triángulos) y estos vértices son las filosofías de Sul.
Están las filosofías positivas (el bien, encima de todo): Misericordia, Fe, Carisma, Paciencia y Ley.
Están también las filosofías negativas (el ma, abajo): Intolerancia, Realidad, Avaricia, Impaciencia y Caos. Cada Dios combina 3 de estas características.
Hay 20 dioses, 5 bueno, 5 malos y 10 neutrales.
Akharan, el errante, dios de la caridad, el caos y la impaciencia
Quar, dios de la verdad, la avaricia y misericordia
Phomenthas (luz), dios de la bondad, la misericordia y la fe.

## Personajes
- Zhora: princesa del clan hrana. una chica con fuego en los ojos, mucho carácter y una muy poderosa magia. Su única afición femenina son las joyas, por las uales tiene debilidad.
- Khardan: príncipe del clan akar. Un gran guerrero, hijo mayor de su padre y un excelente jinete. Un poco engreído
- Mateo: joven brujo, inteligente y con facilidad para los idiomas.
- Sond: inmortal de Akharan. Sirve al clan akar.
- Fedj: inmortal de Akharan. Sirve al clan Hrana, muy organizado.
- Pukah: inmortal de Akharan. sirve al clan akar (en especial a Khandan)
- Asrial: inmortal de Phomentas. Angel protector de Mateo
- Utsi: inmortal de Akharan. Sirviente de Zhora.
- Sidi: padre de Zhora y jefe del clan hrana.
- Majid: padre de Khardan y jefe del clan akar.
- Juan: sacerdote, mejor amigo de Mateo.
- kaug: inmortal de Quar
- Nedjma: dijinnyhe de Akharan. no sirve a nadie las dijinnyhe se la pasan en el cielo
- Ahcmed: Hermano menor de Khardan
- Zeid: jefe de su clan (el clan es guerrero y poderoso)
- Meyrem: concubina del amir
- Yamina: Primera esposa del Amir
- Quannadi: Amir (gobernante) de Kich

- Datos: Q5968494